# The Big Eight
The Big Eight
Robert Indiana, 1968

Acryl auf Leinwand, 220 cm × 220 cm

Museum Ludwig, Köln
The Big Eight (deutsch: „Die große Acht“) ist ein Gemälde des amerikanischen Pop-Art-Künstlers Robert Indiana aus dem Jahr 1968. Das 220,7 × 220 cm große und auf einer Ecke stehende Bild befindet sich im Museum Ludwig in Köln und zeigt eine große rote „8“ auf blauem Grund.

## Bildbeschreibung
Auf dem quadratischen Gemälde, das auf einer Ecke stehend aufgehängt wird, befindet sich auf blauem Grund eine rote Acht. Diese ist umgeben von einer weißen Umrandung, die an der Außenseite einen Kreis und an der Innenseite ein regelmäßiges Achteck bildet, wobei jeweils an den Bildecken auch eine Ecke des Achtecks liegt. Jeweils an den Ecken des Achtecks wird der Kreis unterbrochen, sodass acht gleichartige Bogenelemente entstehen. Der Kreis selbst stößt an den Seiten beinah an den Außenrand des Bildes an.

## Einordnung in das Gesamtwerk
Die Zahlen („Numbers“) und das Zählen spielen im Werk von Indiana eine herausragende Rolle. Der Künstler sah in ihnen vielfältige Bezüge, einen symbolischen Hintersinn der Zahlen und deren potentielle Beziehungen untereinander, zu Geburtsdaten und bedeutsamen Ereignissen, ebenso zu seiner eigenen Biographie. Historische Daten, die Nummern von Highways (Route 66), Zahlen auf Spielautomaten, Gasuhren und Autoschildern stehen neben Worten aus Texten von Dichtern oder Worten, die er auf kommerziellen Schablonen fand, und werden miteinander verknüpft und in ein Netz aus Verweisen gewebt.
| Jasper Johns (externer Weblink) - Figure 5 (1960) |
| ------------------------------------------------- |

Im Fall der großen Acht ist der tiefere Sinn nicht sofort erkennbar und könnte bei direkter Betrachtung nur auf die acht bogenförmigen Elemente, in deren Zentrum sie sich befindet, bezogen werden. Die Zahl, die als Ziffer dargestellt ist, scheint allerdings allein Form zu sein und weist damit auf bekannte Zahlengemälde von Jasper Johns. Anders als dieser setzt er die Zahl nicht in ein malerisches Umfeld, sondern stellt sie plakativ in einem nicht-abstrakten Gemälde um. Die scheinbar monochrom gestalteten Elemente (der Hintergrund besteht tatsächlich aus feinen unterschiedlich blauen Einzelstreifen) wirken schablonenhaft und durch den Rot-Blau-Kontrast des auf die Spitze gestellten Quadrats und die Umrandung wird ein Bezug zur Nummerierung von Straßenschildern deutlich, die einen Großteil der Nummernbilder Robert Indianas ausmachen.